# Jean-Jacques de Haraucourt

Armes de la famille de Haraucourt.

Jean-Jacques de Haraucourt (vers 1600 - 11 avril 1644 près de Merode), seigneur de Saint-Baslemont, était un colonel d'infanterie au service du duc Charles IV de Lorraine. Mari de Alberte Barbe d'Ernecourt, il mourut lors de la guerre de Trente Ans.

## Biographie
Fils de Jacques ou Jacob de Haraucourt, seigneur de Bayon, Écuyer d'écurie du duc Charles III et Grand Gruyer de Lorraine, disparu entre 1616 et 1621, et d’Élisabeth de Reinach, Dame en partie de Saint-Baslemont et de Sandaucourt, il naquit quelques années après 1600. Il fut baptisé en l'église de Bayon, le 19 octobre 1607 Lorsque son père mourut, il fut placé sous la tutelle de son oncle Jean Philippe de Fresnel, mari de Claude de Reinach
Le 29 février 1624, Jean-Jacques de Haraucourt épousa Alberte Barbe d'Ernecourt, née au château de Neuville-en-Verdunois le 14 mai 1607 et fille de Simon d'Ernecourt, écuyer, seigneur de Neuville, chambellan du duc de Lorraine et de Marguerite de Housse. Son frère aîné, Nicolas, étant mort en bas âge, celle que l'on appela par la suite l'Amazone Chrétienne avait toutes les chances d'hériter de l'ensemble des possessions de ses parents ; elle avait toutefois conquis son surnom par des goûts fort différents des autres femmes de l'époque ; son allure martiale et les encouragements de son mari pour son penchant pour les exercices équestres et le maniement des armes firent qu'elle s'habillait volontiers en homme, au grand scandale de ses contemporains
Le 17 janvier 1625, le seigneur de Baslemont fit ses reprises au duc de Lorraine pour la moitié du château et de la seigneurie de Saint-Baslemont, puis le 17 février 1627, pour le huitième de la seigneurie de Longchamps. Entre ces deux dates, il vendit une vingtaine de pièces de terre ou de pré, située au ban de Saint-Baslemont, à des habitants de cette localité, sans doute pour se procurer une petite somme d'argent liquide Il transforma ou aménagea ses châteaux de Saint-Baslemont et de Sandaucourt, où il semblait avoir fixé sa résidence habituelle.
La guerre qui avait éclaté entre la France et la Lorraine, à partir de 1631, avait placé les deux époux devant un cruel dilemme. Jean Jacques, comme la plupart des représentants de l'ancienne chevalerie du duché, prit du service dans les armées de Charles IV. De son côté, Alberte Barbe entendait rester fidèle à Louis XIII, et, dans ce but, elle fortifia son château de Neuville-en-Verdunois, puis leva une petite armée. Durant de nombreuses années, elle infligea des défaites cuisantes aux bandes d'Espagnols ou d'autres ennemis du royaume qui transitaient à travers la contrée, agissant le plus souvent en liaison avec les officiers français en opération contre les places fortes lorraines. Une situation de cet ordre ne pouvait durer. Bientôt, la séparation de biens fut prononcée entre les deux conjoints. En 1634, Alberte Barbe d'Ernecourt retrouva au château de Saint-Baslemont Jean-Jacques de Haraucourt ; ils décidèrent cette entrevue à dessein d'opérer le partage de leurs meubles. Mais l'avance rapide des troupes françaises qui se rendaient au siège de La Mothe, les obligea à s'enfuir chacun de son côté, vers deux heures du matin, «parce qu'ils avaient peur d'estre faict prisonnier de guerre».
Lorsque les hostilités reprirent, après la signature du traité de Saint-Germain, le seigneur de Saint-Baslemont fut fait colonel d'un régiment d'infanterie. Il fut envoyé dans le duché de Juliers, avec les régiments de Juvrecourt et de Mondragon, afin de combattre les Hessois passés au service de la France. Le 11 avril 1644, les Lorrains avait établi leur cantonnement près de la localité de Mérode, à deux heures de marche de la ville de Düren. Vers une heure de l'après-midi, une troupe de chevau-légers surprit la garde, puis parcourut le camp en tous sens, tuant ou blessant tous ceux qui se trouvaient sur leur passage. Quelques soldats tentèrent de s'emparer ou de détruire deux pièces de canon qui se trouvaient en batterie dans un petit jardin. Jean-Jacques de Haraucourt s'aperçut alors de leur présence, et aussitôt, il sauta sur son cheval pour « avertir par tout le quartier de prendre les armes », puis il donna ordre à son maître d'hôtel, Claude Recairant, ainsi qu'à son chirurgien Dominique Gérard, dit La Sonde, de rassembler ses autres animaux et ses bagages. Mais lorsqu'il se dirigea vers les pièces d'artillerie, il reçut « un coup de mousqueton ou pistolet, qui lui traversa le corps, dont il mourut incontinent après, et demeura son corps sur la place »
Une heure et demie plus tard, les cavaliers hessois s'étaient retirés, après avoir mis hors de combat plusieurs centaines de soldats lorrains. Claude Recairant, La Lance, Claude Robert, laquais du seigneur de Saint-Baslemont, et ses autres domestiques, quittèrent le cantonnement du colonel de Juvrecourt où ils se s'étaient réfugiés, et commencèrent à chercher le corps de leur maître. Quand ils parvinrent à l'endroit où il avait été tué, ils s'aperçurent qu'il avait été dépouillé de ses vêtements ; cependant on avait pris soin, depuis, de le recouvrir d'un manteau après l'avoir placé sur deux planches. Renseignement pris, c'était Daniel de Souhesmes, capitaine au régiment de Saint-Baslemont, qui s'était chargé de cette funèbre besogne. À la demande de Recairant, des soldats transportèrent le défunt à l'intérieur du camp du colonel de Juvrecourt ; il fut ensuite veillé par l'ensemble de ses serviteurs, ainsi que par un nommé Jean Vannerot, un palefrenier nommé Dominique, qui avait été blessé au cours du combat et un page du nom de Fouraine. Le lendemain, il fut embaumé, puis placé dans un cercueil de plomb, après quoi il fut mis en dépôt chez les Cordeliers réformés de Düren. Un corps de 200 mousquetaires et la plupart des officiers des régiments cantonnés dans la région, l'accompagnèrent durant cet ultime voyage.